# Поща Шумен (сграда)
Поща Шумен е незавършена сграда в Шумен строена от 1988 – 1990 г..
Сградата е приватизирана и е собственост на „Виваком“, Български пощи и Магистрали Черно море, като „Виваком“ през 2020 г. включва сградата в списък с предложенията за продажби.
Сградата е част от проект включващ група от обществени сгради – търговски дом, концертен център, банка, поща, хотелски комплекс, ресторант и кафе-сладкарница, подземни паркинги и площади с фонтани. Тъй като Шумен се е развивал в направление изток-запад по протежение на Шуменското плато и реката се получили няколко важни успоредни улици в центъра без директна връзка помежду си. Новите сгради разрешавали проблема като свързвали улиците надземно и подземно едновременно за хора, автомобили и градски транспорт. Предвидени били и подземни тролеи.